# Mark Sopi
Mark Sopi (ur. 26 lutego 1938 w Binac, zm. 11 stycznia 2006 w Prisztinie) – albański duchowny rzymskokatolicki, administrator apostolski skopijsko-prizreńskiej w latach 1996–2000, administrator apostolski Prizrenu w latach 2000–2006.

## Życiorys
Urodził się w 1938 roku we wsi Binac (Binça), w południowo-wschodnim Kosowie, będącym wówczas częścią Królestwa Jugosławii w rodzinie katolickiej. W wieku 30 lat po ukończeniu seminarium duchownego otrzymał 29 czerwca 1968 roku święcenia kapłańskie, a następnie pracował jako wikariusz i proboszcz w parafii w Prizrenie.
2 listopada 1995 roku papież Jan Paweł II ustanowił go administratorem apostolskim diecezji skopijsko-prizreńskiej, obejmującej obszar Macedonii Północnej oraz Kosowa. Jednocześnie otrzymał godność biskupa tytularnego Celerina. Jego konsekracja biskupia miała miejsce 6 stycznia 1996 roku w Rzymie, a dokonał jej osobiście papież Jan Paweł II. Jego głównym zadaniem była troska o Albańczyków zamieszkałych na terenie biskupstwa.
24 maja 2000 roku prekonizowano go na administratora apostolskiego nowo powstałej administratury apostolskiej Prizrenu, którą wyodrębniono z diecezji skopisjko-prizreńskiej. Obejmowała ona cały obszar Kosowa. W czasie swoich rządów utrzymywał bliskie kontakty z kard. Christopherem Schönbornem (arcybiskupem metropolitą wiedeńskim), bp Franzem Kamphausem (biskupem ordynariuszem limburskim) oraz przywódcą Albańczyków w Kosowie Ibrahimem Rugovą.
Zmarł w 2006 roku w stolicy Kosowa, Prisztinie na zawał serca i został pochowany 14 stycznia tego samego roku w swojej miejscowości rodzinnej.